# Krusensterniella pavlovskii
Krusensterniella pavlovskii es una especie de pez de la familia de los Zoarcidae en el orden de los perciformes.

## Morfología
- Los machos pueden llegar a alcanzar los 12,4 cm de longitud total.[1][2]

## Hábitat
Es un pez de mar, de clima templado que vive entre los 53-160 m de profundidad.

## Distribución geográfica
Se encuentra al sudeste de Kamchatka.

## Observaciones
Es inofensivo para los humanos. 